# 뱅크스 제도

뱅크스 제도의 지도

뱅크스 제도(영어: Banks Islands)는 바누아투의 북부에 위치한 제도로, 마에워섬(Maewo)에서 북쪽으로 약 40km 정도 떨어진 곳에 위치한다. 북서쪽의 토레스 제도와 함께 바누아투 최북단의 주인 토르바주를 구성하며, 행정 중심지는 바누아라바섬 (Vanua Lava)의 솔라(Sola)이다. 면적은 780km2, 인구는 8,533명(2009년 기준)이다. 최고점은 바누아라바섬에 있는 수레타마테산(Mount Suretamate)이며, 해발 921m이다.
가장 큰 섬은 가우아섬(Gaua, 인구 2,491명, 2009년 기준)과 바누아라바섬(Vanua Lava, 인구 2,623명, 2009년 기준)이며 북쪽에 있는 우레파라파라섬(Ureparapara, 인구 437명, 2009년 기준)과 동쪽에 있는 모타라바섬(Mota Lava, 인구 1,451명, 2009년 기준), 모타섬(Mota, 인구 683명, 2009년 기준), 메레라바섬(Mere Lava, 인구 647명, 2009년 기준) 등 여러 개의 작은 섬들로 구성된다.